# Ветеринария

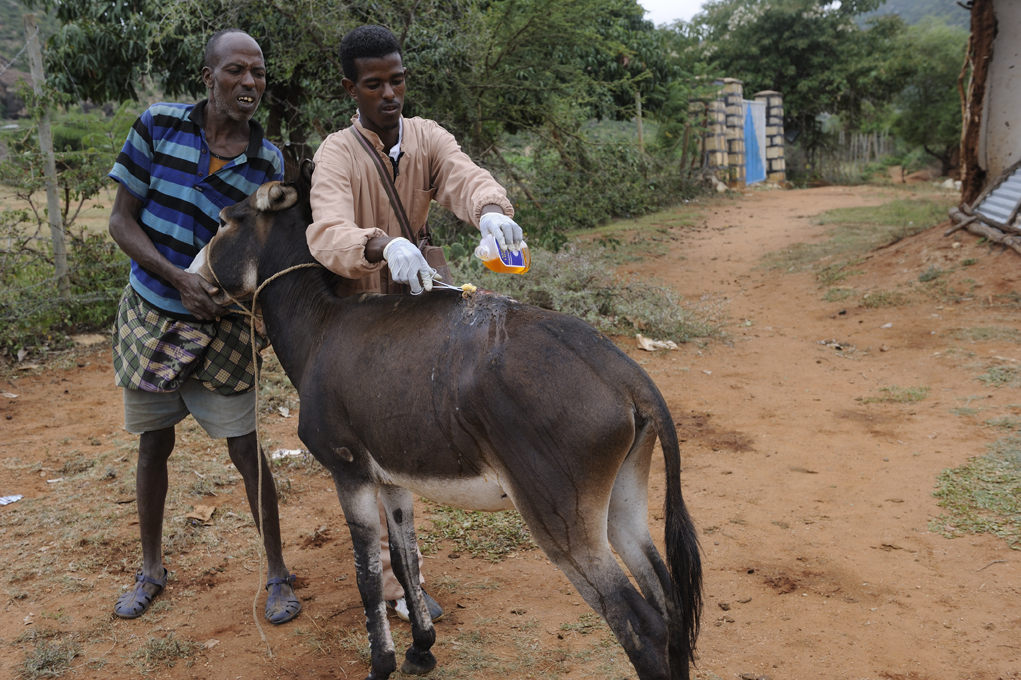
Ветеринар в Эфиопии показывает владельцу больного осла, как дезинфицировать место заражения

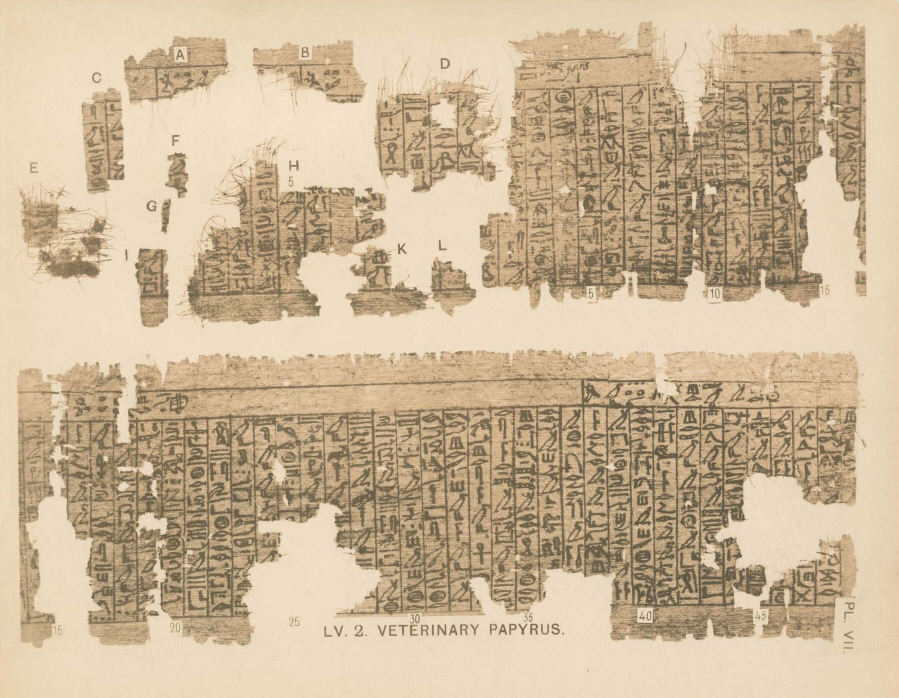
Фрагменты Кахунского папируса по ветеринарной медицине, начало второго тысячелетия до н. э.

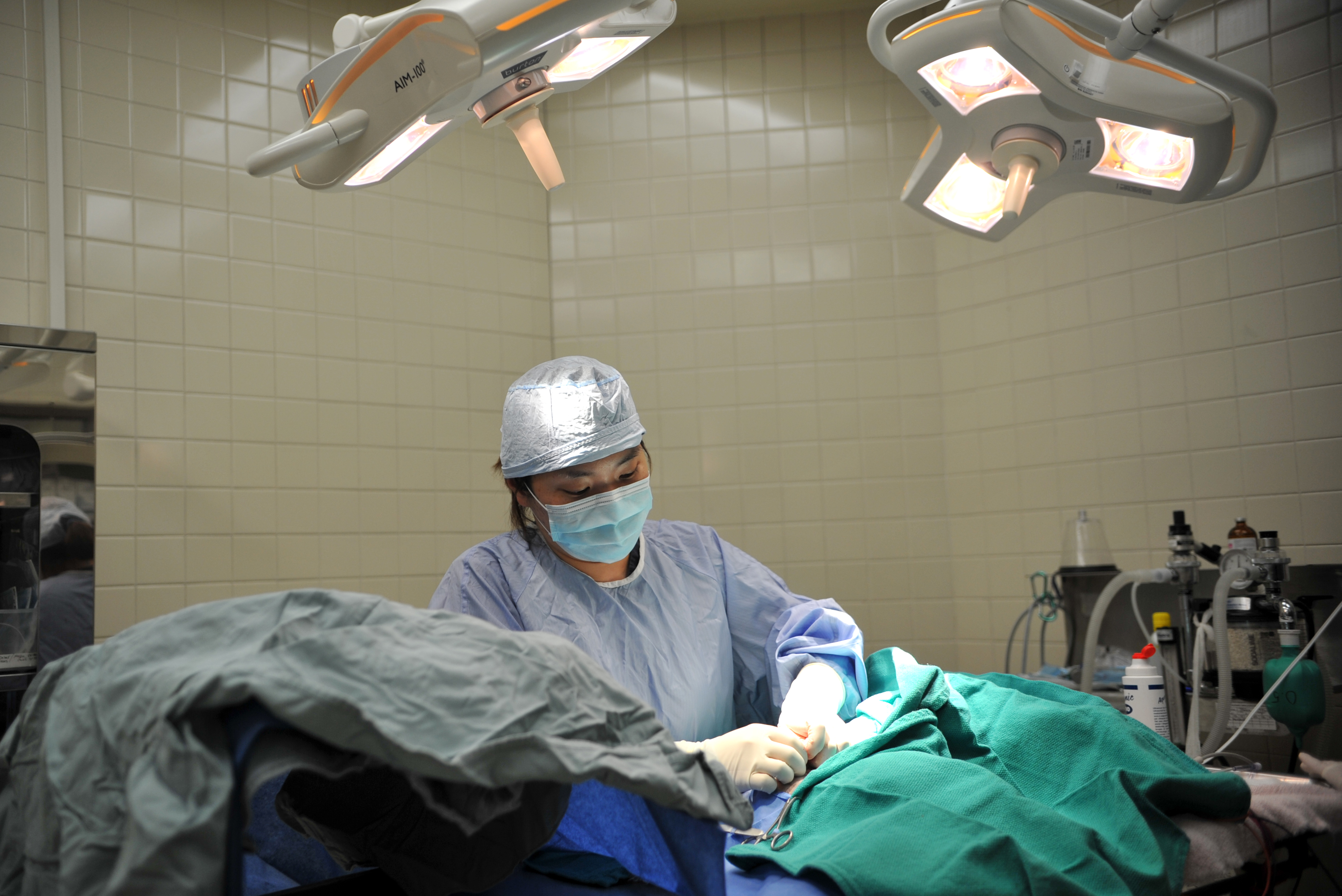
Хирургия собаки

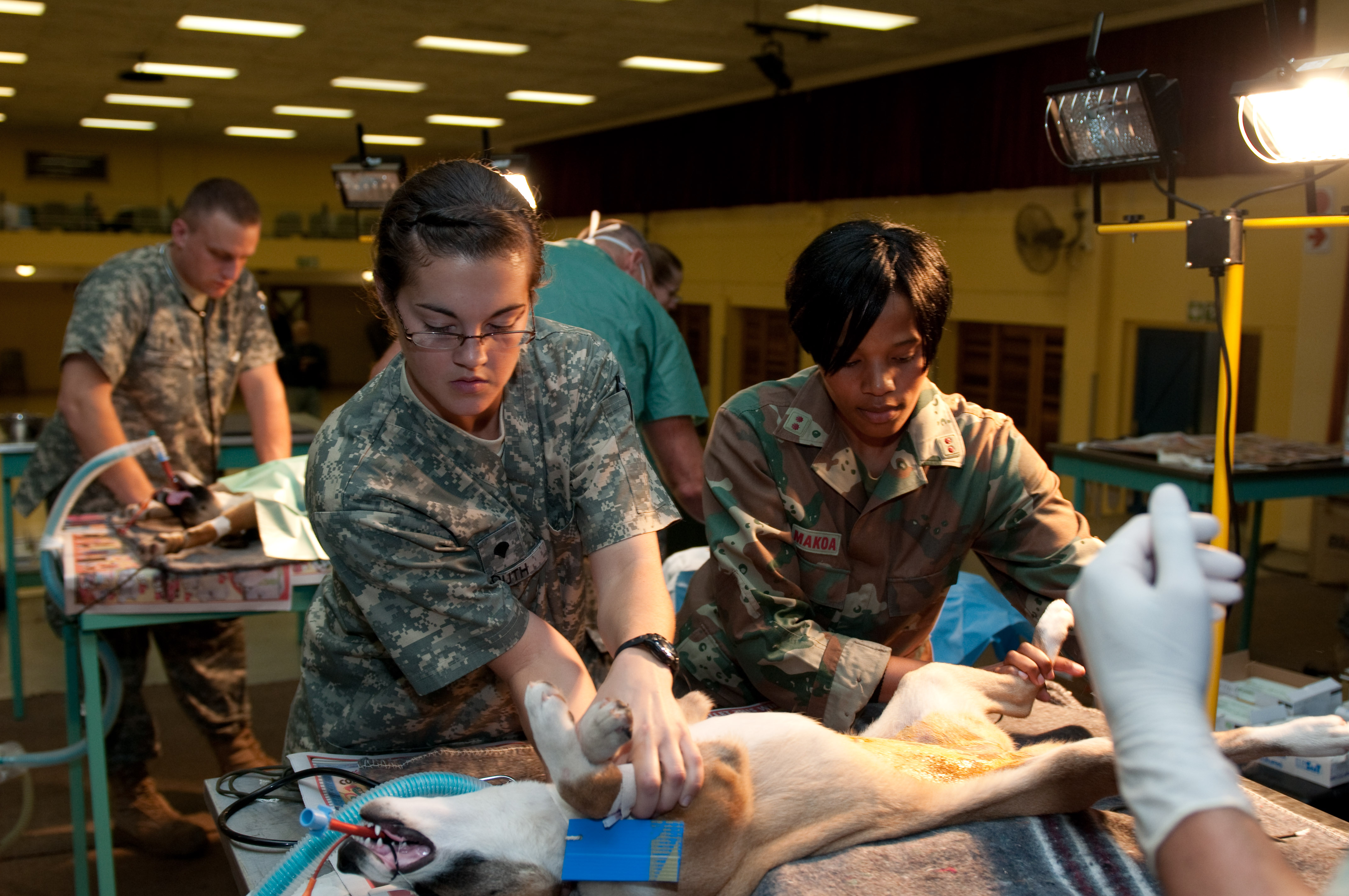
Ветеринары армии США и ЮАР готовят собаку к кастрации

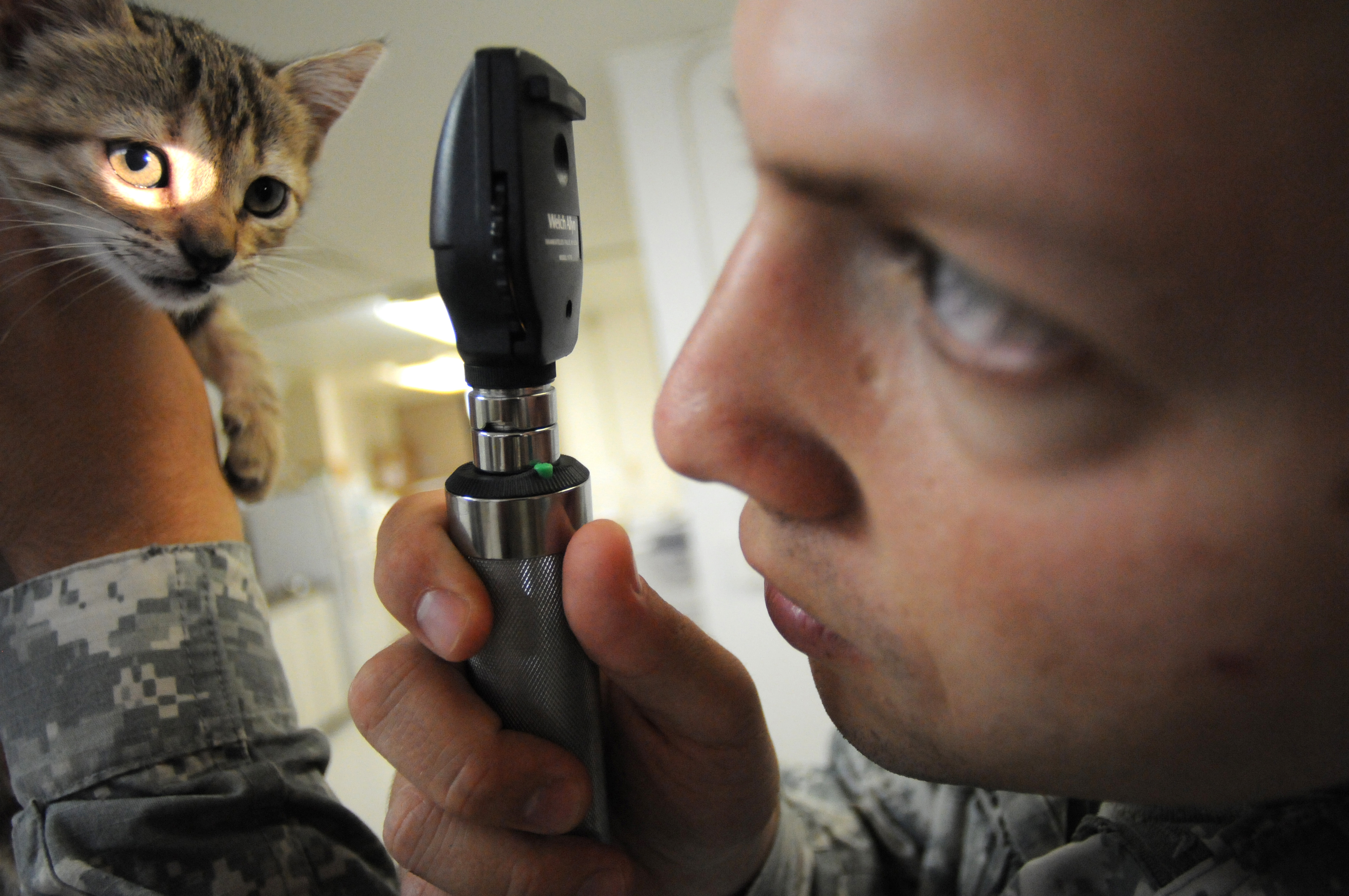
Проводится проверка зрения у котёнка перед тем, как отдать его хозяину

Ветерина́рия, также ветерина́рная медици́на — область научных знаний, предметом изучения которой является лечение и предупреждение болезней животных, а также различные медицинские вопросы взаимоотношения человека и животных, такие как защита людей от болезней, общих для человека и животных, и производство безопасных для человека сельскохозяйственных продуктов. Этими же терминами обозначается соответствующая область практической деятельности. Ранее ветеринария рассматривалась как отрасль медицины.
Название происходит от латинского слова veterinarius — «ухаживающий за скотом», «лечащий скот».

## История
Древнейшим известным ветеринарным документом является древнеегипетский Папирус Кахуна, датируемый приблизительно 1800 годом до н. э. (Среднее царство). Прослеживается чёткая структура медицинского наблюдения от диагноза, описания симптомов до назначения терапии. Упоминаются болезни крупного рогатого скота, впервые описана чума КРС. Среди прочих пациентов названы рыба, гусь и собака.

### Развитие государственной ветеринарной службы в России
Предпосылкой организации ветеринарии в России стало развитие скотоводства в России, с целью предотвращения распространения падежей скота.
Ветеринария взяла свое начало из медицины и постепенно формировалась в самостоятельную отрасль, в дореволюционной России структура ветеринарной организации должна была быть аналогична медицинской. Начало развития ветеринарии связано с Законом от 3 июня 1879 года об уничтожении зачумлённых животных, в целях прекращения широко распространившейся в то время чумной эпизоотии. В 80-е годы XIX века были временем борьбы с эпизоотиями и формированием постоянной ветеринарной организации. Основной задачей ветеринарной организации было предупреждение и прекращение повальных и заразных болезней домашних животных, то есть эпизоотий. К числу предметов ведения ветеринарии относились: предупреждение и прекращение эпизоотий; надзор за скоплением домашних животных на базарах, выставках и т. п.; надзор за прогоном скота; наблюдение за провозом, местами хранения и выделки сырых животных продуктов; изучение губерний в санитарно-ветеринарном отношении, а также изыскание и проведение в жизнь мер к оздоровлению неблагополучных местностей; исследование животноводства.
До революции в России решение этих задач возлагалось на Правительство, в лице Министерства внутренних дел, губернские и уездные земства. Санитарно-ветеринарная деятельность земских учреждений проявлялась в том, что они в соответствии с Законом должны были издавать обязательные постановления, которые содержали меры борьбы с эпизоотиями. Сначала основной мерой борьбы было уничтожение скота и выплата компенсаций крестьянам. Затем земствами был организован надзор за гуртовым скотом с целью предотвращения чумной эпизоотии. Для этого в России 11 мая 1882 года был принят Закон «Об обязательной перевозке гуртового скота по железной дороге». Этот Закон вскоре был отменен и снова введен только 30 декабря 1899 году.
12 июня 1902 года был принят закон о ветеринарно-полицейских мерах по предупреждению и прекращению заразных и повальных болезней на животных. Выполняя указания Государственного Совета, Министерство внутренних дел при участии земских ветеринаров выработало инструкцию относительно применения этого закона, но это не помогло разрешить проблему отсутствия в России общего законодательства по ветеринарно-санитарному делу.
Ветеринарная служба, прежде всего, выступала в качестве санитарной организации и только с середины 90 годов XIX века, началось развитие ветеринарно-лечебной деятельности, которая должна была содействовать ветеринарной службе в осуществлении её основных санитарных задач. Ветеринарная служба была создана для борьбы с эпизоотиями для стабилизации и повышения благосостояния крестьян, развития скотоводства, составляющего одну из важных отраслей сельского хозяйства России. После революции положение ветеринарной службы существенно изменилось, поскольку не стало проблем с разграничением предметов ведения и полномочий, исчезли проблемы финансового обеспечения и были введены многочисленные правовые акты, регулирующие отношения в области ветеринарии. В государстве создавалась жёсткая вертикаль власти, экономика приобретала централизованный, плановый характер, соответственно это коснулось и ветеринарной службы. Всем ветеринарным делом стал ведать Народный Комиссариат Земледелия, который имел у себя специальное Ветеринарное управление. В губерниях и областях были созданы ветеринарные органы Земельных управлений, а каждый уезд разделялся на ряд ветеринарных участков.

### Введение государственного ветеринарного надзора в России
Введение государственного ветеринарного надзора после 1917 года позволили решить проблему финансирования деятельности ветеринарной службы, которая существовала до революции. Был определён перечень объектов государственного ветеринарного надзора, который стал осуществляться на платной основе. Были установлены ветеринарно-санитарные сборы, в том числе на такие объекты как: козий пух, конский волос, рога, щетина (Ст. 80 Временного Положения) и т. д. Взимание сбора устанавливалось при перегонах или перевозках скота и сырых животных продуктов из одной местности в другую для торговых и промышленных целей; на рынках и т. д. Величина сбора не превышала ¼ нормальной оценки скота и сырых животных продуктов (Ст.76 Временного Положения). Ветеринарно-санитарные сборы не имели целевой характер и поступали в общие местные средства исполкома и расходовались в сметном порядке. Допускалось также вторичное взимание сбора.
Первоначально объектами государственного ветеринарного надзора были домашний скот и сырые животные продукты — что могло стать причиной появления и распространения эпизоотий. Постановлением Совета Министров СССР от 27 сентября 1963 года «Об улучшении ветеринарного дела и усилении государственного ветеринарного контроля в стране» объектами государственного ветеринарного надзора кроме домашних животных и сырья животного происхождения стали птица, рыба, пчелы, готовая продукция, и само производство, то есть здания. Государственная ветеринарная служба стала контролировать и качество готовой продукции, руководствуясь ГОСТами, стандартами, техническими условиями, технологическими инструкциями.
1 января 1968 года был введен Ветеринарный устав Союза СССР, согласно которому ветеринарную службу в СССР возглавляли ветеринарные органы Министерства сельского хозяйства СССР и составляли организации и учреждения государственной ветеринарной сети. В соответствии с Ветеринарным уставом организации и учреждения государственной ветеринарной службы осуществляли свои функции в отношении всех предприятий, организаций и учреждений (независимо от их ведомственной подчиненности), расположенных в зоне деятельности соответствующих организаций и учреждений государственной ветеринарии. В целях выполнения задач организации и учреждения государственной ветеринарной службы должны осуществлять ветеринарно-санитарные, профилактические, противоэпизоотические и лечебные мероприятия.
Закон РФ от 14 мая 1993 г. № 4979-1 «О ветеринарии» по своему смыслу и содержанию повторил Ветеринарный Устав Союза ССР от 22 декабря 1967 года, правда, уже с учётом изменившегося в стране политического режима. Закон РФ «О ветеринарии» полностью отразил надзорные функции ветеринарной службы, которые были введены государством и действовали после революции во время существования СССР. С 1 января 2020 года государственный ветеринарный надзор, который осуществлялся исполнительными органами власти субъектов РФ на территории субъектов РФ, упразднен. Согласно новой редакции п. 2 ст. 8 Закона РФ «О ветеринарии» федеральный государственный ветеринарный надзор осуществляется уполномоченными федеральными органами исполнительной власти в соответствии с их компетенцией в порядке, установленном Правительством РФ в «Положении о федеральном государственном ветеринарном контроле (надзоре)» от 30 июня 2021 года № 1097, которое имеет ограниченный срок и действует только до 1 сентября 2022 года. Государственный ветеринарный надзор (контроль) стал осуществляться на федеральном уровне с передачей части полномочия субъектам РФ.

## Разделы ветеринарии
- ветеринарная анатомия
- ветеринарная гистология
- ветеринарная микробиология
- ветеринарная паразитология
- ветеринарная вирусология
- ветеринарная клиническая диагностика
- ветеринарная частная патология
- ветеринарная фармакология
- ветеринарная токсикология
- ветеринарная хирургия
- ветеринарное акушерство
- ветеринарно-санитарная экспертиза
- военная ветеринария[11]
- гигиена животных (зоогигиена)
- организация ветеринарного дела
- судебная ветеринария
- терапия внутренних болезней сельскохозяйственных животных
- эпизоотология

## Связь с науками
Ветеринария связана со следующими науками:
- анатомия (нормальная и патологическая);
- гистология;
- онкология;
- микробиология;
- паразитология;
- вирусология;
- клиническая диагностика;
- частная патология и терапия;
- ветеринарно-санитарная экспертиза;
- фармакология;
- токсикология;
- хирургия;
- ветеринарная ортопедия;
- акушерство и гинекология (с искусственным осеменением);
- зоогигиена;
- ветеринарная психоневрология;
- ветеринарная этика;
- иммунология;
- эпизоотология;
- физиология (нормальная и патологическая);
- биотехнология;
- кормление в ветеринарии;
- кормопроизводство;
- рентгенология;
- радиобиология;
- скотоводство;
- коневодство;
- овцеводство;
- свиноводство;
- проктология;
- урология.
- криминалистика[12]

## Ветеринарная клиника

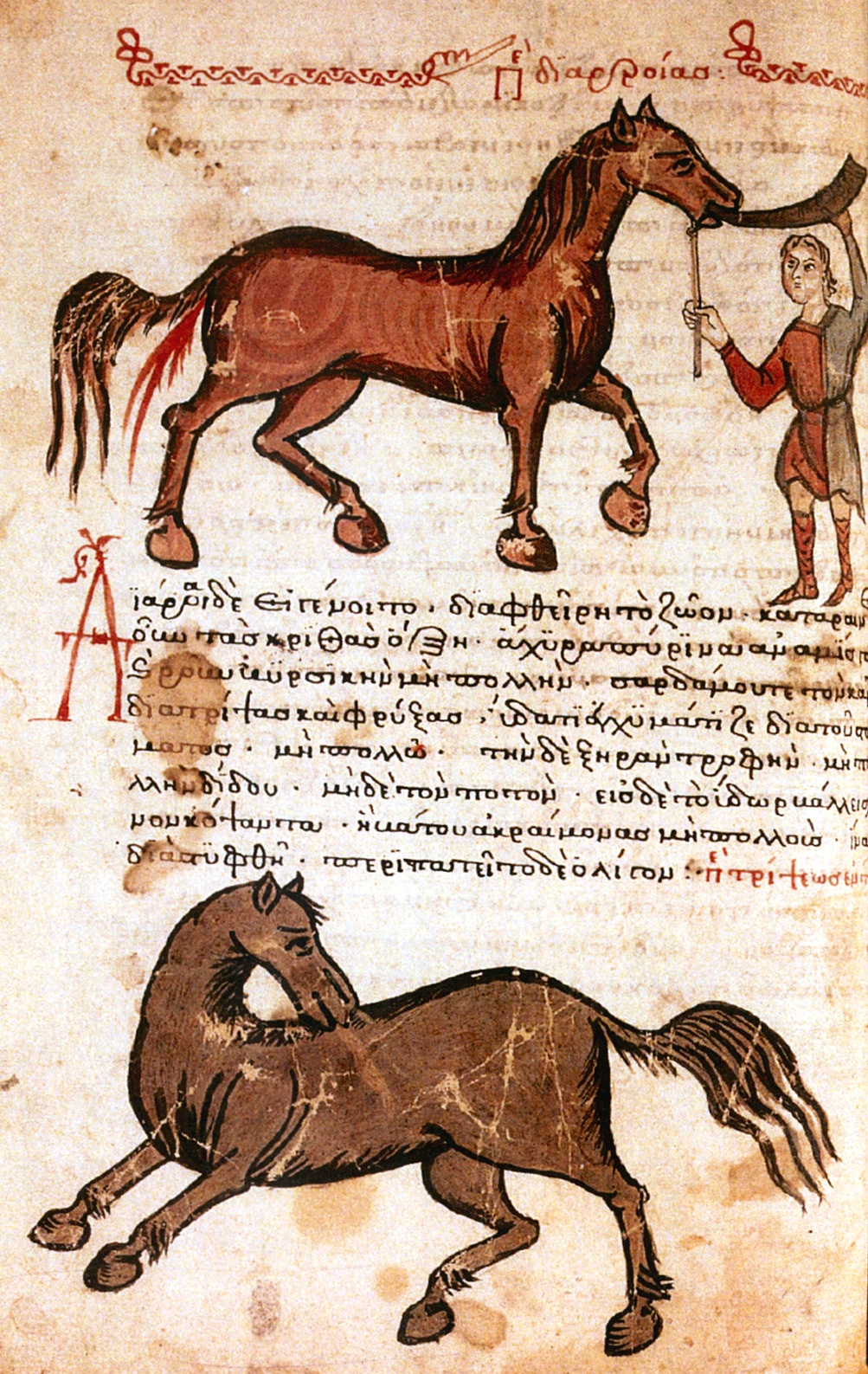
Иллюстрация из византийского манускрипта «Гиппиатрика»

Ветеринарная клиника — лечебно-профилактическое учреждение для оказания ветеринарной помощи больным животным на приёме в специализированном учреждении, либо на дому. Различают государственные и частные ветеринарные клиники.
Большинство ветеринарных клиник проводит оказание следующих услуг: терапия, хирургия, вакцинация, чипирование, забор анализов и лабораторная диагностика, ультразвуковое исследование, рентгенология, кардиология, стоматология, эндоскопия, офтальмология, эвтаназия.

## Проблемы ветеринарии мелких домашних животных в Российской Федерации
Ветеринария мелких домашних животных (далее ВМДЖ) — область ветеринарной медицины, специализирующаяся на помощи в первую очередь животным-компаньонам: кошкам и собакам, а также крысам, хорькам, лисам, попугаям и другим видам, содержащимся в квартирах и частных домах, то есть тем животным, которые для многих являются членами семьи.
Основные задачи врачей специалистов ВМДЖ: профилактика и лечение инфекционных и незаразных болезней питомцев, помощь при травмах, хирургическая и медикаментозная стерилизация, другие медицинские процедуры. Не менее важной работой врачей является просвещение владельцев по вопросам правильного содержания животных, кормления и ухода.

#### Развитие
Со второй половины XX века некоторые виды животных человек стал воспринимать не только в плоскости служебной или экономической ценности, но и как партнёра в жизни. Сейчас все больше людей видят в своём питомце объект тёплого общения и внимания, способный давать хозяину радость и эмоции.
Близкие отношения человека с животными возникали на всех этапах существования общества. Наиболее яркие исторические и художественные примеры — Буцефал Александра Македонского, Муму, Каштанка, любимый кот Хэмингуэя Снежок и другие.
Вторая половина 60-х годов XX века стала началом появления такого нового социально-культурного эффекта, как восприятие человеком животных в качестве компаньонов, имеющих определённые права. Это связано с развитием постиндустриального общества в экономически развитых странах, где появился большой класс людей, имеющих много свободного времени на фоне растущей информационно-стрессовой нагрузки.
Именно психическая нагрузка дала возможность питомцам проявить себя в новой роли незаменимого помощника для общения, расслабления и психоэмоциональной коррекции.
Статистически доказано эффективное влияние зоотерапии на пациентов с такими патологиями как гипертония, диабет, депрессия и другие. Так в практику лечения ДЦП активно внедрены методы с использованием дельфинов и лошадей.
Сообщество клинических психологов выделяет утрату питомца в отдельный дистресс у человека, особенно у детей с 8 до 12 лет, у которых подобный инцидент способен привести к формированию различных диагнозов.
Животные стали играть всё большую роль в экономике товаров и услуг. Под влиянием спроса быстро развилась широкая зооиндустрия, включающая в себя услуги передержки, груминга, производство повседневных кормов, игрушек и аксессуаров. К середине 1980-х в СССР (а на Западе и раньше) оформилась отдельная специализация ветеринарных врачей, которые занимались лечением не сельскохозяйственных животных, а только кошек и собак. К уровню ветеринарной медицины стали предъявляться большие требования. В конце 1990-х — начале 2000-х годов в Москве и Санкт-Петербурге появились первые клиники со стационарным лечением, широким спектром аппаратной диагностики для животных. В этих центрах врачи уже имели специализацию.
Последние 10 лет работа крупных центров, специализирующихся на помощи мелким домашним животным, не отличается от таковых в гуманитарной медицине. Существуют экспертного уровня ветеринарные офтальмологи, кардиологи, хирурги, эндокринологи, дерматологи и специалисты всех других медицинских направлений. Зачастую в клиниках для животных способны выполнять сложнейшие операции и диагностические исследования.
Но всё же эксперты и докладчики[кто?] на международных ветеринарных конференциях утверждают, что общий уровень ВМДЖ в РФ не отстает от западных стран.

### Подведомственность ветеринарии
Наибольший интерес представляет вопрос, чем врач ВМДЖ отличается от ветеринара.
Ветеринарных врачей выпускает множество сельскохозяйственных ВУЗов и ветеринарных факультетов. К примеру, в РУДН есть ветеринарный факультет, который ежегодно выпускает всего 50 человек, а МГАВМиБ более 400. Суммарно все ветеринарные факультеты страны выдают более 10 000 дипломов в год. Однако качество этих дипломов крайне разное и их не признает ни одна Европейская ассоциация и медицинское общество. 70 % выпускников с ветеринарным образованием остаются в профессии, а 10 % из них в трудятся в сельскохозяйственном направлении. По данным на 2009 год 10 % студентов бросают обучение после первого курса.
В среднем только 37 % выпускников ВУЗов трудоустраиваются в соответствии с выбранной специальностью — суммарный показатель по дипломированным специалистам всех отраслей.
Сам термин «ветеринарная медицина» подразумевает принадлежность к определённой области медицины, но вся ветеринарная медицина и СББЖ относятся к министерству сельского хозяйства. При этом всем понятно, что и кошки и собаки едой не являются.
Особую актуальность имеет вопрос об изменении подчиненности и подведомственности ВМЖД. На экспертном уровне обсуждается выделение ВМДЖ в отдельный департамент министерства здравоохранения.

### Общее состояние дел в сфере лечения домашних животных
В данный момент сфера взаимодействия человека и домашних животных является белым пятном в законодательном поле. Государство практически не осуществляет участия в контроле вопросов, связанных с содержанием, разведением и продажей животных. Отсутствуют стандарты оказания медицинской помощи домашним питомцам, которые для многих людей являются членами семьи.
В этом нерегулируемом пространстве оказалась область ветеринарных лечебных и диагностических услуг. Сейчас в Российской Федерации отсутствует система лицензирования ветеринарных клиник и сертификация врачей. Формально любой может надеть белый халат и начать лечить животных, не неся никакой ответственности. Ветеринарная лицензионная палата упразднена в 2005 году, а задачами Государственной ветеринарной службы являются профилактика и контроль болезней, опасных для человека.

### Зоорынок и темпы роста

#### Объём рынка ветеринарных услуг в России
По оценкам экспертов, в среднем в России в год количество животных, которым оказывается ветеринарная помощь, составляет около 9 миллионов и стабильно растет.
Рынок ветеринарных услуг в России демонстрирует постоянную положительную динамику. В соответствии с данными 2014 года 76 % жителей Российской Федерации имели мелких домашних и экзотических животных (143,8 миллиона — число жителей на 2014 год).
Исследование, проводившееся в ноябре 2019 года «Развитие культуры ответственного отношения к домашним животным в России» определило наличие домашних животных у 59 % жителей крупных городов. Более одного вида питомцев имеют около 30 % хозяев мелких домашних животных. Среди владельцев кошек и собак 77 % содержат кошек, 44 % — собак, 11 % имеет дома и кошек, и собак, а у 4 %, также есть и другие домашние животные (птицы, грызуны, рыбки). При этом чаще всего питомец появлялся в семье в результате пристройства в «добрые руки» (47 %), с улицы (32 %) или из питомника (20 %).

#### Состояние ветеринарной отрасли
В структуре рынка ветеринарных оказанных услуг по регионам ключевые доли имеют следующие регионы: Москва — 8,9 % (2016 г.), Московская область — 7,5 %, Краснодарский край — 7,2 %. Структура по округам — Центральный федеральный округ (32,6 %) и Приволжский федеральный округ (17,9 %).
По количеству учреждений, предоставляющих ветеринарные услуги, лидирует Центральный федеральный округ (28,4 %), на втором месте Приволжский федеральный округ (21,6 %).
По предоставленным субъектами данным в 2014 г. в РФ насчитывается 15030 ветеринарных учреждения. Кроме того, в России насчитывается 2128 лабораторий ветеринарно-санитарной экспертизы.
Все работающие организации в сфере ветеринарии, в нашей стране можно разделить на три вида учреждений. Первый вид — это крупные ветеринарные центры с большим штатом сотрудников и всей необходимой диагностикой, второй вид — это службы вызова ветеринарного врача на дом и третий вид маленькие кабинеты приёма, как правило, находящиеся в цокольных помещениях жилых домов.
В данный момент как таковое регулирование отрасли отсутствует, что создаёт огромные препятствия для развития крупных сетей с качественными услугами и компетентными специалистами. В настоящее время в РФ нет ни одной сети, имеющей более 10 филиалов. Выраженным и стимулирующим фактором для динамичного развития качественных клиник будет участие Государства в регулировании лечебной и диагностической ветеринарной деятельности.

## ВМДЖ в других странах
В США качество ветеринарных услуг контролируют организации государственного подчинения, как на федеральном уровне, так и на уровне штатов. В США функционирует более 20 ассоциаций ветеринарных врачей, в состав которых входят практически все практикующие специалисты.
В Великобритании управление по ветеринарным лекарствам (VMD) является исполнительным органом департамента по окружающей среде, продовольствию и сельским делам (Defra), стремиться защитить здоровье населения, здоровье животных, окружающую среду и содействовать благополучию животных путем обеспечения безопасности, качества и эффективности ветеринарных препаратов в Соединённом Королевстве.
В Европе (Австрия, Италия, Франция, Германия) управляющий орган — министерство здравоохранения.
В Монголии существует единый орган, департамент ветеринарии и разведения животных при Исполнительном Агентстве Монголии.
В Индии на федеральном уровне власти ветеринарная служба представлена Департаментом животноводства, молочного дела и рыбоводства, руководителем которого является секретарь, подчиняющийся министру сельского хозяйства Индии. В подчинении у секретаря, имеется несколько заместителей — комиссаров, курирующих вопросы развития отдельных отраслей, в том числе вопросы ветеринарии.
В Таиланде ветеринария подчинена напрямую министерству сельского хозяйства.
Согласно ежегодному рейтингу ветеринарных вузов QS (Quacquarelli Symonds) в списке присутствуют 324 высших учебных заведения, дающих ветеринарное образование. Первые три места в 2018 году заняли Калифорнийский университет (США), Корнеллский университет (США) и Королевский ветеринарный колледж (Англия).